# Helmuth Johannes Ludwig von Moltke
Helmuth Johann Ludwig von Moltke (n.23 mai 1848 - d. 18 iunie 1916) a fost un militar german cunoscut și ca Moltke cel tânăr (Moltke der Jüngere), pentru a fi deosebit de unchiul său, mareșalul Conte Moltke, șef de stat major general al Imperiului german între anii 1906 - 1914. Rolul lui Johann Ludwig von Moltke în dezvoltarea planurilor de război germane și în instigarea pentru declanșarea Primului Război Mondial este foarte controversat.